# Pojav
Pojáv je strokovni izraz za opazovani dogodek. Uporabljamo ga posebno, če gre za nenavadno dogajanje. V številnih jezikih uporabljajo tujko izvedeno iz grške besede φαινόμενον (fenomenon), množina: φαινόμενα (fenomena), fenomen, ki dobesedno pomeni kar je možno videti. Izraz »pojav« se največkrat pojavlja v pridevniški povezavi (na primer: fizikalni pojav, sociološki pojav, Casimirjev pojav, Comptonov pojav, Dopplerjev pojav, fotoelektrični pojav, Leidenfrostov pojav, termoelektrični pojav, transportni pojav, ...). 
Pojem fenomen - opazovani pojav, opazovanje pa je pomemben v filozofiji znanosti. Zaradi ključne vloge »pojava« se ena izmed smeri filozofije imenuje fenomenologija. Vodilne osebnosti fenomenologije so: Hegel, Husserl, Heidegger, Merleau-Ponty in Derrida.